# 百萬富翁

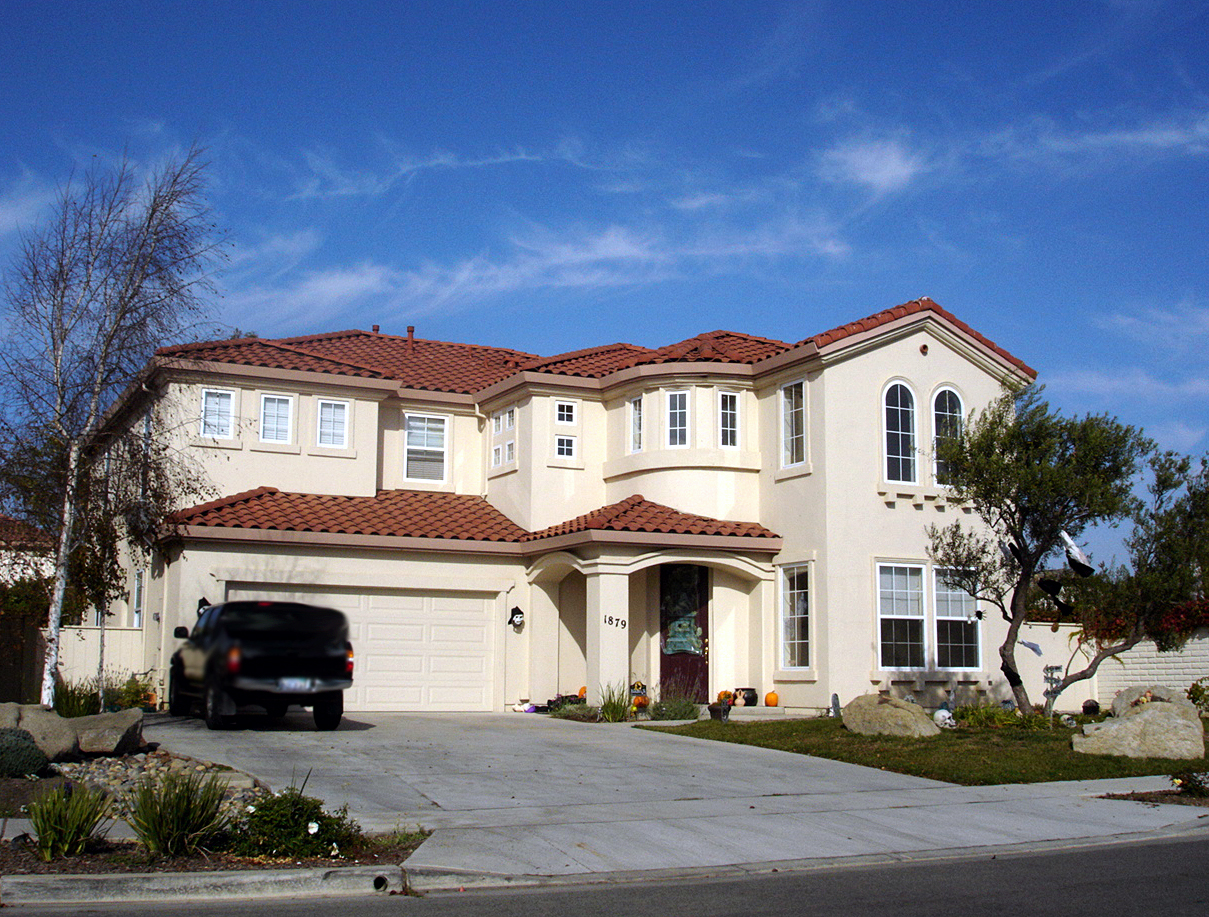
加州薩利納斯一套價值約100萬美元的郊區豪宅

百万富翁是指净资产或财富等于或超过一百萬的個人。 不過不同國家匯率不一樣，所以每個國家一百萬的購買力也不一樣。例如對於香港或台湾來說，擁有一百萬港元或者新台幣的人士的富有程度在當地只是平均水平甚至是低於當地平均水平。而對於津巴布韋的人民來說， 只有一百萬津巴布韋元的人其實就是個窮人。 因此只有當一個人擁有一百萬美元、欧元或英镑時，他才有可能是百萬富翁。
根據商业内幕的統計，截至2011年底，美国共有1100万名百万富翁以及350万个百万富翁家庭 。而根據亨利及合伙人的統計，截至2024年12月，全球百万富翁人数估计将超过1600 万人。美国是百万富翁人數最多的国家（600 万），而纽约是擁有百萬富翁人數最多的城市，當地有38.5万名百万富翁。 